# Classe ATC J04
Une section de la Classification ATC.
J Anti-infectieux pour usage systémique

## J04A Médicaments pour le traitement de latuberculose

### J04AAAcide aminosalicyliqueet ses dérivés
J04AA01 Acide aminosalicylique
J04AA02 Aminosalicylate de sodium
J04AA03 Aminosalicylate de calcium

### J04AB Antibiotiques
J04AB01 Cyclosérine
J04AB02 Rifampicine
J04AB03 Rifamycine
J04AB04 Rifabutine
J04AB05 Rifapentine
J04AB30 Capréomycine

### J04ACHydrazides
J04AC01 Isoniazide
J04AC51 Isoniazide, associations

### J04AD Dérivés duthiocarbamide
J04AD01 Protionamide
J04AD02 Tiocarlide
J04AD03 Éthionamide

### J04AK Autres médicaments antituberculeux
J04AK01 Pyrazinamide
J04AK02 Éthambutol
J04AK03 Térizidone
J04AK04 Morinamide
J04AK05 Bédaquiline
J04AK06 Délamanide
J04AK07 Amithiozone

### J04AM Associations de médicaments antituberculeux
J04AM01 Streptomycine et isoniazide
J04AM02 Rifampicin et isoniazide
J04AM03 Éthambutol et isoniazide
J04AM04 Thioacétazone et isoniazide
J04AM05 Rifampicine, pyrazinamide et isoniazide
J04AM06 Rifampicine, pyrazinamide, éthambutol et isoniazide

## J04B Médicaments pour le traitement de lalèpre

### J04BA Médicaments pour le traitement de la lèpre
J04BA01 Clofazimine
J04BA02 Dapsone
J04BA03 Aldésulfone sodium